# Hard Fashion Girls
Hard Fashion Girls è il terzo album degli Art Fleury prodotto nel 1981 e pubblicato dalla No-Sense Records.

## Tracce
Radio Memoria 2 (Hard Fashion Girls)
1. Defective Heaven
2. A.Q.
3. Tyre Rock-Drill
4. U.K. Is Dead
5. Alice Sleeps
6. Cult Movie

Radio Memoria 3 (Hard Fashion Girls)
1. The Seven Of Birdland
2. Beetle Dream
3. Beatles
4. Berlin Charlottenburg
5. K-123